# Уксянский район
Уксянский район — административно-территориальная единица в составе Челябинской и Курганской областей, существовавшая в 1935—1963 годах. Центр — село Уксянское.
Уксянский район был образован в составе Челябинской области 18 января 1935 года. В его состав вошли 17 сельсоветов: Барабинский, Брюховский, Лебяжьевский, Любимовский, Новопетропавловский, Песчано-Колединский, Уксянский и Юровский с/с из Далматовского района; Белоярский с/с из Шадринского района; Анчуговский, Басказыкский, Белоярский, Бугаевский, Верхнетеченский, Казанцевский, Камышинский и Лобановский с/с из Катайского района.
6 февраля 1943 года Кировский район вошёл в состав Курганской области.
14 июня 1954 года были упразднены Анчуговский, Белоярский-2, Казанцевский, Камышинский с/с. 11 января 1960 года упразднены Барабинский, Басказыкский и Брюховский с/с.
3 ноября 1960 года из упразднённого Галкинского района в Уксянский были переданы Песчанский и Прошкинский с/с.
17 марта 1961 года Лобановский и Верхнетеченский с/с были присоединены к Анчуговскому с/с.
30 июля 1962 года Травянский и Якшинский с/с были присоединены к Рижскому с/с.
1 февраля 1963 года Уксянский район был упразднён. При этом Анчуговский, Белоярский, Бугаевский, Лебяжьевский, Любимовский, Новопетропавловский, Песчано-Колединский, Уксянский и Юровский с/с были переданы в Далматовский район; Прошкинский с/с — в Шумихинский район; Песчанский с/с — в Щучанский район.